# Liste der Bodendenkmäler in Ingolstadt
Auf dieser Seite sind die Bodendenkmäler in der oberbayerischen kreisfreien Stadt Ingolstadt zusammengestellt. Diese Tabelle ist eine Teilliste der Liste der Bodendenkmäler in Bayern. Grundlage ist die Bayerische Denkmalliste, die auf Basis des Bayerischen Denkmalschutzgesetzes vom 1. Oktober 1973 erstmals erstellt wurde und seither durch das Bayerische Landesamt für Denkmalpflege geführt wird. Die folgenden Angaben ersetzen nicht die rechtsverbindliche Auskunft der Denkmalschutzbehörde.

## Bodendenkmäler in Ingolstadt
| Lage       | Objekt | Akten-Nr.     | Bild |
| ---------- | --- | ------------- | ---- |
| (Standort) | Siedlung des Neolithikums. | D-1-7134-0004 |      |
| (Standort) | Siedlung des Paläolithikums, des Mesolithikums, des Neolithikums, der Hallstattzeit                                                                                    | D-1-7134-0005 |      |
| (Standort) | Siedlung des Paläolithikums, des Neolithikums der Hallstatt- und Latènezeit                                                                                            | D-1-7134-0006 |      |
| (Standort) | Mittelalterliche und frühneuzeitliche Befunde im Bereich der Kath. Pfarr- und ehemaligen Wallfahrtskirche St. Michael in Etting, Körpergräber des frühen Mittelalters. | D-1-7134-0009 |      |
| (Standort) | Körpergräber des Frühmittelalters. | D-1-7134-0010 |      |
| (Standort) | Körpergräber der Merowingerzeit. | D-1-7134-0011 |      |
| (Standort) | Siedlung des Mittelneolithikums, der Hallstattzeit und der Latènezeit.                                                                                                 | D-1-7134-0013 |      |
| (Standort) | Körpergräber der Merowingerzeit. | D-1-7134-0015 |      |
| (Standort) | Siedlung des Spätmittelalters und der Neuzeit, verebnetes Grabenwerk vor- und frühgeschichtlicher Zeit                                                                 | D-1-7134-0022 |      |
| (Standort) | Siedlung vorgeschichtlicher Zeitstellung. | D-1-7134-0030 |      |
| (Standort) | Siedlung vorgeschichtlicher Zeitstellung. | D-1-7134-0031 |      |
| (Standort) | Siedlung vorgeschichtlicher Zeitstellung. | D-1-7134-0032 |      |
| (Standort) | Siedlung der Hallstattzeit sowie vorgeschichtlicher Zeitstellung. | D-1-7134-0034 |      |
| (Standort) | Siedlung vorgeschichtlicher Zeitstellung. | D-1-7134-0035 |      |
| (Standort) | Siedlung vorgeschichtlicher Zeitstellung sowie der römischen Kaiserzeit.                                                                                               | D-1-7134-0036 |      |
| (Standort) | Befestigung der späten Neuzeit (Teil der Landesfestung Ingolstadt: Fort IIIa).                                                                                         | D-1-7134-0043 |      |
| (Standort) | Siedlung vorgeschichtlicher Zeitstellung. | D-1-7134-0093 |      |
| (Standort) | Siedlung der frühen und mittleren Bronzezeit, der Urnenfelderzeit und der Hallstattzeit.                                                                               | D-1-7134-0102 |      |
| (Standort) | Siedlung der Bronzezeit, der Urnenfelderzeit, Siedlung und Herrenhof der Hallstattzeit,                                                                                | D-1-7134-0251 |      |
| (Standort) | Siedlung vor- und frühgeschichtlicher Zeitstellung. | D-1-7134-0255 |      |
| (Standort) | Siedlung des Paläolithikums und des Neolithikums. | D-1-7134-0256 |      |
| (Standort) | Siedlung vor- und frühgeschichtlicher Zeitstellung. | D-1-7134-0269 |      |
| (Standort) | Grabhügel der Bronzezeit und Siedlung vorgeschichtlicher Zeitstellung.                                                                                                 | D-1-7134-0296 |      |
| (Standort) | Siedlung vor- und frühgeschichtlicher Zeitstellung. | D-1-7134-0428 |      |
| (Standort) | Siedlung der vorgeschichtlichen Metallzeiten. | D-1-7134-0429 |      |
| (Standort) | Siedlung der Latènezeit und der römischen Kaiserzeit, Gräber der Völkerwanderungszeit.                                                                                 | D-1-7134-0435 |      |
| (Standort) | Siedlung der römischen Kaiserzeit sowie Siedlung vorgeschichtlicher Zeitstellung.                                                                                      | D-1-7233-0018 |      |
| (Standort) | Straße vor- und frühgeschichtlicher Zeitstellung. | D-1-7233-0023 |      |
| (Standort) | Burgstall des Mittelalters. | D-1-7233-0024 |      |
| (Standort) | Siedlung vor- und frühgeschichtlicher Zeitstellung. | D-1-7233-0025 |      |
| (Standort) | Siedlung und Graben vor- und frühgeschichtlicher Zeitstellung. | D-1-7233-0026 |      |
| (Standort) | Siedlung vor- und frühgeschichtlicher Zeitstellung. | D-1-7233-0029 |      |
| (Standort) | Siedlung vor- und frühgeschichtlicher Zeitstellung. | D-1-7233-0030 |      |
| (Standort) | Siedlung vor- und frühgeschichtlicher Zeitstellung. | D-1-7233-0031 |      |
| (Standort) | Straße vermutlich der römischen Kaiserzeit. | D-1-7233-0033 |      |
| (Standort) | Siedlung der Hallstattzeit. | D-1-7233-0036 |      |
| (Standort) | Freilandstation vermutlich des Jungpaläolithikums, Siedlung der Hallstatt- und Latènezeit.                                                                             | D-1-7233-0039 |      |
| (Standort) | Siedlung der Bronzezeit, der römischen Kaiserzeit sowie des Mittelalters.                                                                                              | D-1-7233-0040 |      |
| (Standort) | Siedlung vor- und frühgeschichtlicher Zeitstellung. | D-1-7233-0042 |      |
| (Standort) | Grabhügel vorgeschichtlicher Zeitstellung. | D-1-7233-0043 |      |
| (Standort) | Grabhügel vorgeschichtlicher Zeitstellung. | D-1-7233-0044 |      |
| (Standort) | Grabhügel der Bronze-, Hallstatt- und Latènezeit sowie Siedlung vor- und frühgeschichtlicher Zeit                                                                      | D-1-7233-0045 |      |
| (Standort) | Grabhügel vorgeschichtlicher Zeitstellung. | D-1-7233-0046 |      |
| (Standort) | Siedlung der Stichbandkeramik und der Rössener Kultur. | D-1-7233-0049 |      |
| (Standort) | Siedlung vorgeschichtlicher Zeitstellung. | D-1-7233-0053 |      |
| (Standort) | Siedlung vorgeschichtlicher Zeitstellung. | D-1-7233-0054 |      |
| (Standort) | Freilandstation des Mittelpaläolithikums, Siedlung des Neolithikums, der Urnenfelderzeit                                                                               | D-1-7233-0058 |      |
| (Standort) | Freilandstation des Alt- und Mittelpaläolithikums, Siedlung der Urnenfelderzeit                                                                                        | D-1-7233-0059 |      |
| (Standort) | Siedlung der frühen Latènezeit. | D-1-7233-0062 |      |
| (Standort) | Siedlung vorgeschichtlicher Zeitstellung. | D-1-7233-0064 |      |
| (Standort) | Siedlung und viereckiges Grabenwerk vor- und frühgeschichtlicher Zeitstellung.                                                                                         | D-1-7233-0066 |      |
| (Standort) | Siedlung des Altneolithikums. | D-1-7233-0067 |      |
| (Standort) | Siedlung der späten Bronze- und Urnenfelderzeit. | D-1-7233-0068 |      |
| (Standort) | Siedlung vorgeschichtlicher Zeitstellung. | D-1-7233-0069 |      |
| (Standort) | Siedlung der Urnenfelderzeit. | D-1-7233-0070 |      |
| (Standort) | Siedlung der Latènezeit. | D-1-7233-0071 |      |
| (Standort) | Siedlung der Hallstatt- und der späten Latènezeit. | D-1-7233-0072 |      |
| (Standort) | Siedlung der Bronze-, Urnenfelder- und Hallstattzeit, Villa rustica der römischen Kaiserzeit.                                                                          | D-1-7233-0076 |      |
| (Standort) | Siedlung vorgeschichtlicher Zeitstellung und des Frühmittelalters. | D-1-7233-0077 |      |
| (Standort) | Siedlung des Neolithikums, darunter der Linearbandkeramik, der Bronzezeit                                                                                              | D-1-7233-0078 |      |
| (Standort) | Siedlung des Neolithikums, der Bronzezeit und der Latènezeit. | D-1-7233-0079 |      |
| (Standort) | Graben und Siedlung vor- und frühgeschichtlicher Zeitstellung. | D-1-7233-0082 |      |
| (Standort) | Grabhügel vorgeschichtlicher Zeitstellung. | D-1-7233-0083 |      |
| (Standort) | Gräben vor- und frühgeschichtlicher Zeitstellung. | D-1-7233-0085 |      |
| (Standort) | Gräben vor- und frühgeschichtlicher Zeitstellung. | D-1-7233-0086 |      |
| (Standort) | Siedlung und Graben vor- und frühgeschichtlicher Zeitstellung. | D-1-7233-0087 |      |
| (Standort) | Kreisgräben vor- und frühgeschichtlicher Zeitstellung. | D-1-7233-0089 |      |
| (Standort) | Grabhügel vorgeschichtlicher Zeitstellung. | D-1-7233-0090 |      |
| (Standort) | Straße der römischen Kaiserzeit. | D-1-7233-0091 |      |
| (Standort) | Grabenwerk vor- und frühgeschichtlicher Zeitstellung. | D-1-7233-0092 |      |
| (Standort) | Siedlung vor- und frühgeschichtlicher Zeitstellung. | D-1-7233-0093 |      |
| (Standort) | Siedlung vor- und frühgeschichtlicher Zeitstellung. | D-1-7233-0094 |      |
| (Standort) | Siedlung und Gräben vor- und frühgeschichtlicher Zeitstellung. | D-1-7233-0095 |      |
| (Standort) | Siedlung der mittleren und späten Bronzezeit sowie der frühen Eisenzeit.                                                                                               | D-1-7233-0100 |      |
| (Standort) | Siedlung der Bronzezeit und des Mittelalters. | D-1-7233-0103 |      |
| (Standort) | Mittelalterliche und frühneuzeitliche Befunde im Bereich der Kath. Filialkirche St. Andreas                                                                            | D-1-7233-0390 |      |
| (Standort) | Gräber der Frühbronzezeit, Grabhügel der Hallstattzeit, Siedlung der Bronze-, Urnenfelderzeit                                                                          | D-1-7233-0400 |      |
| (Standort) | Station des Paläolithikums und Mesolithikums, Siedlung des Neolithikums                                                                                                | D-1-7233-0408 |      |
| (Standort) | Untertägige mittelalterliche und frühneuzeitliche Befunde sowie Fundamente                                                                                             | D-1-7233-0409 |      |
| (Standort) | Untertägige mittelalterliche und frühneuzeitliche Befunde sowie Fundamente                                                                                             | D-1-7233-0410 |      |
| (Standort) | Untertägige mittelalterliche und frühneuzeitliche Befunde im Bereich der Kath. Pfarrkirche                                                                             | D-1-7233-0412 |      |
| (Standort) | Siedlung vor- und frühgeschichtlicher Zeitstellung. | D-1-7233-0416 |      |
| (Standort) | Siedlung vor- und frühgeschichtlicher Zeitstellung. | D-1-7233-0420 |      |
| (Standort) | Grabhügel vorgeschichtlicher Zeitstellung. | D-1-7233-0421 |      |
| (Standort) | Mittelalterliche und frühneuzeitliche Befunde im Bereich der Kath. Pfarrkirche                                                                                         | D-1-7233-0423 |      |
| (Standort) | Siedlung des Neolithikums, der frühen Bronzezeit, der Urnenfelderzeit sowie der römischen Kaiserzeit                                                                   | D-1-7234-0001 |      |
| (Standort) | Straße der römischen Kaiserzeit. | D-1-7234-0002 |      |
| (Standort) | Siedlung vor- und frühgeschichtlicher Zeitstellung. | D-1-7234-0004 |      |
| (Standort) | Siedlung vor- und frühgeschichtlicher Zeitstellung. | D-1-7234-0006 |      |
| (Standort) | Siedlung vor- und frühgeschichtlicher Zeitstellung. | D-1-7234-0007 |      |
| (Standort) | Siedlung vor- und frühgeschichtlicher Zeitstellung. | D-1-7234-0009 |      |
| (Standort) | Siedlung vor- und frühgeschichtlicher Zeitstellung. | D-1-7234-0011 |      |
| (Standort) | Siedlung vor- und frühgeschichtlicher Zeitstellung. | D-1-7234-0012 |      |
| (Standort) | Körpergräber des Frühmittelalters, Siedlung vor- und frühgeschichtlicher Zeitstellung.                                                                                 | D-1-7234-0013 |      |
| (Standort) | Siedlung vor- und frühgeschichtlicher Zeitstellung. | D-1-7234-0014 |      |
| (Standort) | Siedlung des Jungneolithikums und der Urnenfelderzeit. | D-1-7234-0015 |      |
| (Standort) | Straße vor- und frühgeschichtlicher Zeitstellung. | D-1-7234-0020 |      |
| (Standort) | Villa rustica der römischen Kaiserzeit. | D-1-7234-0023 |      |
| (Standort) | Siedlung vor- und frühgeschichtlicher Zeitstellung. | D-1-7234-0024 |      |
| (Standort) | Siedlung der Metallzeiten und der Völkerwanderungszeit, Gräber der Urnenfelderzeit                                                                                     | D-1-7234-0028 |      |
| (Standort) | Gräber der Urnenfelderzeit, Siedlung und Grabenwerk der Hallstattzeit, Siedlung                                                                                        | D-1-7234-0030 |      |
| (Standort) | Siedlung des Frühmittelalters, der römischen Kaiserzeit sowie allgemein vorgeschichtlicher Zeit                                                                        | D-1-7234-0031 |      |
| (Standort) | Siedlung vor- und frühgeschichtlicher Zeitstellung. | D-1-7234-0032 |      |
| (Standort) | Villa rustica der römischen Kaiserzeit. | D-1-7234-0034 |      |
| (Standort) | Siedlung des Endneolithikums, Brandgräber der Hallstatt- und Frühlatènezeit.                                                                                           | D-1-7234-0035 |      |
| (Standort) | Gräber der Glockenbecher-Kultur, Siedlung der späten Latènezeit und des Frühmittelalters.                                                                              | D-1-7234-0036 |      |
| (Standort) | Siedlung vor- und frühgeschichtlicher Zeitstellung. | D-1-7234-0040 |      |
| (Standort) | Siedlung vor- und frühgeschichtlicher Zeitstellung. | D-1-7234-0041 |      |
| (Standort) | Siedlung vermutlich der Bronze- und Eisenzeit sowie der römischen Kaiserzeit.                                                                                          | D-1-7234-0044 |      |
| (Standort) | Siedlung vor- und frühgeschichtlicher Zeitstellung. | D-1-7234-0045 |      |
| (Standort) | Siedlung des Mesolithikums, des Alt- und Mittelneolithikums sowie der Metallzeiten.                                                                                    | D-1-7234-0046 |      |
| (Standort) | Grabhügel des Frühmittelalters. | D-1-7234-0054 |      |
| (Standort) | Gräber der Merowingerzeit und Siedlung mittelalterlicher Zeitstellung.                                                                                                 | D-1-7234-0055 |      |
| (Standort) | Burgstall des Mittelalters. | D-1-7234-0056 |      |
| (Standort) | Grabhügel der mittleren Bronzezeit. | D-1-7234-0057 |      |
| (Standort) | Siedlung vorgeschichtlicher Zeitstellung, der Bronzezeit und der römischen Kaiserzeit.                                                                                 | D-1-7234-0058 |      |
| (Standort) | Siedlung vorgeschichtlicher Zeitstellung und Öfen des Mittelalters und/oder der Neuzeit.                                                                               | D-1-7234-0060 |      |
| (Standort) | Siedlung vorgeschichtlicher Zeitstellung. | D-1-7234-0061 |      |
| (Standort) | Militäranlage der Neuzeit. | D-1-7234-0065 |      |
| (Standort) | Militäranlage der Neuzeit. | D-1-7234-0066 |      |
| (Standort) | Siedlung vor- und frühgeschichtlicher Zeitstellung. | D-1-7234-0067 |      |
| (Standort) | Siedlung vor- und frühgeschichtlicher Zeitstellung. | D-1-7234-0068 |      |
| (Standort) | Siedlung vor- und frühgeschichtlicher Zeitstellung. | D-1-7234-0069 |      |
| (Standort) | Verebnete vorgeschichtliche Grabhügel oder Siedlung vor- und frühgeschichtlicher Zeit                                                                                  | D-1-7234-0071 |      |
| (Standort) | Siedlung vor- und frühgeschichtlicher Zeitstellung. | D-1-7234-0072 |      |
| (Standort) | Kreisgräben und Siedlung vor- und frühgeschichtlicher Zeitstellung. | D-1-7234-0073 |      |
| (Standort) | Siedlung vor- und frühgeschichtlicher Zeitstellung. | D-1-7234-0075 |      |
| (Standort) | Steingebäude der Neuzeit. | D-1-7234-0076 |      |
| (Standort) | Schanzgräben der Neuzeit und Siedlung vor- und frühgeschichtlicher Zeitstellung.                                                                                       | D-1-7234-0077 |      |
| (Standort) | Villa rustica der römischen Kaiserzeit und Siedlung vor- und frühgeschichtlicher Zeit                                                                                  | D-1-7234-0079 |      |
| (Standort) | Gräberfeld der Urnenfelderzeit und Hallstattzeit, verebnete vorgeschichtliche Grabhügel                                                                                | D-1-7234-0081 |      |
| (Standort) | Siedlung der frühen Bronzezeit. | D-1-7234-0084 |      |
| (Standort) | Siedlung der karolingisch-ottonischen Zeit. | D-1-7234-0086 |      |
| (Standort) | Siedlung der römischen Kaiserzeit und Befestigung der späten Neuzeit                                                                                                   | D-1-7234-0087 |      |
| (Standort) | Siedlung und Straße der römischen Kaiserzeit. | D-1-7234-0088 |      |
| (Standort) | Siedlung des Neolithikums, verebnetes Grabenwerk vor- und frühgeschichtlicher Zeit                                                                                     | D-1-7234-0089 |      |
| (Standort) | Siedlung des Neolithikums und der römischen Kaiserzeit; Gräber des hohen und späten Mittelalters                                                                       | D-1-7234-0090 |      |
| (Standort) | Handwerksplatz vermutlich des Mittelalters oder der Neuzeit. | D-1-7234-0099 |      |
| (Standort) | Siedlung der Bronzezeit. | D-1-7234-0100 |      |
| (Standort) | Siedlung vorgeschichtlicher Zeitstellung. | D-1-7234-0101 |      |
| (Standort) | Gräber des Jungneolithikums, Siedlung der Bronzezeit. | D-1-7234-0108 |      |
| (Standort) | Mittelalterliche und frühneuzeitliche Befunde im Bereich der Kath. Pfarrkirche St. Willibald in Oberhaunstadt.                                                         | D-1-7234-0759 |      |
| (Standort) | Siedlungen und Gräber der Vor- und Frühgeschichte, Altstraßen vor- und frühgeschichtlicher Zeit                                                                        | D-1-7234-0813 |      |
| (Standort) | Siedlung vor- und frühgeschichtlicher Zeitstellung. | D-1-7234-0837 |      |
| (Standort) | Siedlung der Bronzezeit, der Urnenfelderzeit und der Hallstattzeit | D-1-7234-0854 |      |
| (Standort) | Siedlung des Neolithikums, der Bronze- und der Urnenfelderzeit, der Hallstattzeit                                                                                      | D-1-7234-0863 |      |
| (Standort) | Mittelalterliche und frühneuzeitliche Befunde im Bereich der Kath. Filialkirche St. Andreas                                                                            | D-1-7234-0883 |      |
| (Standort) | Siedlung des Mittelalters. | D-1-7234-0885 |      |
| (Standort) | Siedlung des Mittelalters. | D-1-7234-0886 |      |
| (Standort) | Befestigung der späten Neuzeit (Teil der Landesfestung Ingolstadt: Lagerschanze 7).                                                                                    | D-1-7234-0887 |      |
| (Standort) | Befestigung der späten Neuzeit (Teil der Landesfestung Ingolstadt: Lagerschanze 5).                                                                                    | D-1-7234-0888 |      |
| (Standort) | Befestigung der späten Neuzeit (Teil der Landesfestung Ingolstadt: Nebenwerk E).                                                                                       | D-1-7234-0889 |      |
| (Standort) | Befestigung der späten Neuzeit (Teil der Landesfestung Ingolstadt: Fort Haslang).                                                                                      | D-1-7234-0890 |      |
| (Standort) | Befestigung der späten Neuzeit (Teil der Landesfestung Ingolstadt: Nebenwerk A).                                                                                       | D-1-7234-0894 |      |
| (Standort) | Befestigung der späten Neuzeit (Teil der Landesfestung Ingolstadt: Nebenwerk B).                                                                                       | D-1-7234-0895 |      |
| (Standort) | Siedlung der Latènezeit. | D-1-7234-0897 |      |
| (Standort) | Siedlungen des Jung- und Endneolithikums und der Bronzezeit, Gräber vorgeschichtlicher Zeit                                                                            | D-1-7234-0899 |      |
| (Standort) | Befestigung der späten Neuzeit (Teil der Landesfestung Ingolstadt: Pulvermagazin)                                                                                      | D-1-7234-0906 |      |
| (Standort) | Befestigung der späten Neuzeit (Teil der Landesfestung Ingolstadt: Uferbatterie F).                                                                                    | D-1-7234-0907 |      |
| (Standort) | Befestigung der späten Neuzeit (Teil der Landesfestung Ingolstadt: Munitionsraum).                                                                                     | D-1-7234-0908 |      |
| (Standort) | Befestigung der späten Neuzeit (Teil der Landesfestung Ingolstadt: Munitionsraum).                                                                                     | D-1-7234-0909 |      |
| (Standort) | Befestigung der späten Neuzeit (Teil der Landesfestung Ingolstadt) | D-1-7234-0910 |      |
| (Standort) | Befestigung der späten Neuzeit (Teil der Landesfestung Ingolstadt) | D-1-7234-0911 |      |
| (Standort) | Befestigung der späten Neuzeit (Teil der Landesfestung Ingolstadt: Munitionsraum).                                                                                     | D-1-7234-0912 |      |
| (Standort) | Befestigung der späten Neuzeit (Teil der Landesfestung Ingolstadt: Munitionsraum).                                                                                     | D-1-7234-0914 |      |
| (Standort) | Befestigung der späten Neuzeit (Teil der Landesfestung Ingolstadt: Munitionsraum).                                                                                     | D-1-7234-0915 |      |
| (Standort) | Grabhügel der Hallstattzeit. | D-1-7235-0020 |      |
| (Standort) | Siedlung und Weg vor- und frühgeschichtlicher Zeitstellung. | D-1-7334-0009 |      |
| (Standort) | Siedlung und viereckiges Grabenwerk vor- und frühgeschichtlicher Zeitstellung.                                                                                         | D-1-7334-0012 |      |
| (Standort) | Siedlung und Graben vor- und frühgeschichtlicher Zeitstellung. | D-1-7334-0013 |      |
| (Standort) | Siedlung vor- und frühgeschichtlicher Zeitstellung. | D-1-7334-0015 |      |
| (Standort) | Gräber oder Siedlung vor- und frühgeschichtlicher Zeitstellung. | D-1-7334-0016 |      |
| (Standort) | Grabenanlagen vor- und frühgeschichtlicher oder mittelalterlicher und frühneuzeitlicher Zeit                                                                           | D-1-7334-0017 |      |
| (Standort) | Siedlung vor- und frühgeschichtlicher Zeitstellung. | D-1-7334-0018 |      |
| (Standort) | Kreisgräben und Siedlung vor- und frühgeschichtlicher Zeitstellung. | D-1-7334-0020 |      |
| (Standort) | Siedlung und Wege vor- und frühgeschichtlicher Zeitstellung. | D-1-7334-0021 |      |
| (Standort) | Siedlung und Weg vor- und frühgeschichtlicher Zeitstellung. | D-1-7334-0022 |      |
| (Standort) | Siedlung vor- und frühgeschichtlicher Zeitstellung. | D-1-7334-0023 |      |